# (931) Whittemora
(931) Whittemora es un asteroide que forma parte del cinturón de asteroides y fue descubierto por François Gonnessiat el 19 de marzo de 1920 desde el observatorio de Argel-Bouzaréah, Argelia.

## Designación y nombre
Whittemora fue designado inicialmente como 1920 GU.
Posteriormente, recibió su nombre en honor del profesor de Harvard Thomas Whittemore (1871-1950).

## Características orbitales
Whittemora orbita a una distancia media de 3,175 ua del Sol, pudiendo alejarse hasta 3,895 ua. Su inclinación orbital es 11,47° y la excentricidad 0,2267. Emplea 2067 días en completar una órbita alrededor del Sol.